# 梁山市
梁山市（：／ Yangsan si */?），是韓國慶尚南道的一個城市，位於釜山廣域市西方。